# Dieter Hundt

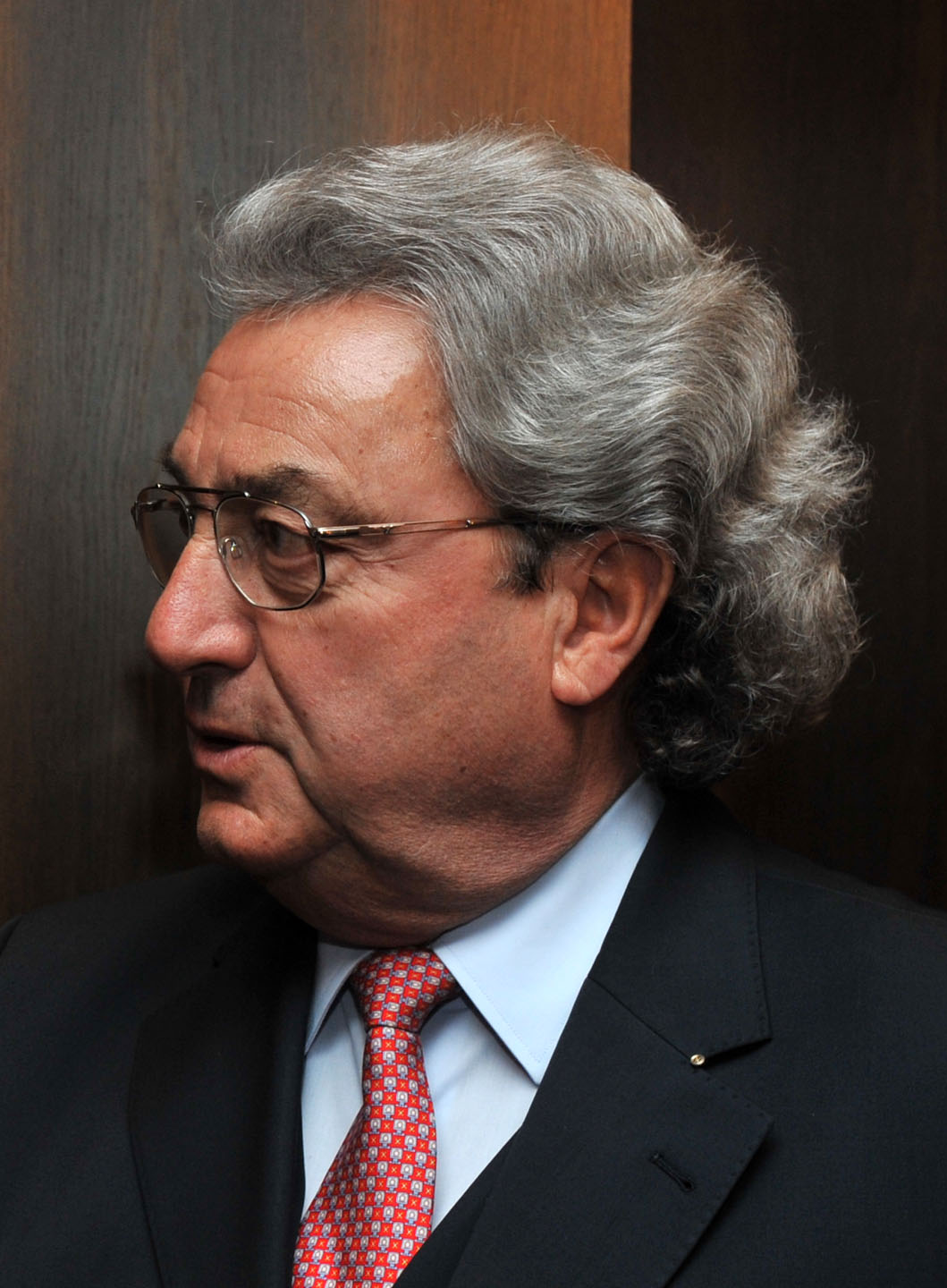
Dieter Hundt (2009)

Dieter Hundt (* 30. September 1938 in Esslingen am Neckar) ist ein deutscher Unternehmer, Arbeitgeberfunktionär und Fußballfunktionär. Von 2002 bis 2013 war er Aufsichtsratsvorsitzender des VfB Stuttgart und von 1996 bis 2013 Präsident der Bundesvereinigung der Deutschen Arbeitgeberverbände (BDA).

## Berufliche Karriere
Nach dem Abitur am Hohenstaufen-Gymnasium in Göppingen studierte Dieter Hundt Maschinenbau an der Eidgenössischen Technischen Hochschule Zürich (ETH). Anschließend promovierte er zum Dr. sc. techn. an der ETH mit einer bei Ciba in Basel durchgeführten Untersuchung. Während der Studienzeit spielte er Fußball bei den Grasshoppers Zürich.
1964 erfolgte der Berufseinstieg bei der AEG in Frankfurt am Main – zunächst als Assistent des für Kernenergietechnik zuständigen Vorstandsmitglieds, anschließend als Vertriebsleiter für Siedewasserreaktoren. Nach der Fusion der Reaktorbereiche von AEG und Siemens war Hundt als Bereichsleiter bei der Kraftwerk Union beschäftigt. 1975 holte ihn die Eigentümer-Familie der Allgaier Werke in Uhingen (Baden-Württemberg) als geschäftsführenden Gesellschafter in das Unternehmen.  Hundt kaufte auch 7,5 Prozent der Anteile des Unternehmens, die er im Laufe der Jahre auf 50 % aufstockte. Anfang 2013 übernahm er von der Enkelin des Gründers die restlichen 50 % des Unternehmens. Der Umsatz ist unter seiner Ägide von 25 Mio. EUR auf 338 Mio. EUR gestiegen. Das Unternehmen wurde zum 1. Juli 2022 an den chinesischen Investor Westron verkauft.
Von 1988 bis 1996 war er Vorsitzender des Verbands der Metallindustrie Baden-Württemberg (VMI) und von 1988 bis 1997 Vizepräsident des Gesamtverbands der metallindustriellen Arbeitgeberverbände.
Von 1990 bis 1996 war Hundt Mitglied des Präsidiums und des Vorstands der Bundesvereinigung der Deutschen Arbeitgeberverbände (BDA), von 1996 bis 2013 dann Präsident des Verbandes. Seit 1994 ist Hundt Präsident der Landesvereinigung Baden-Württembergischer Arbeitgeberverbände und seit Dezember 1996 Präsident der BDA sowie Vizepräsident von Businesseurope (Vereinigung der Industrie- und Arbeitgeberverbände Europas – ehemals UNICE).

## Fußballfunktionär

### VfB Stuttgart
Nachdem sein Vorgänger Heinz Bandke sich nach 27 Jahren im Amt nicht für eine Wiederwahl zur Verfügung stellte, wurde Dieter Hundt im Oktober 2002 zum Vorsitzenden des Aufsichtsrats des VfB Stuttgart gewählt. Zum Ende desselben Jahres stellte Hundt trotz der sportlich erfolgreich verlaufenden Saison 2002/03, die mit der Vizemeisterschaft endete, den VfB-Manager Rolf Rüssmann von seinen Aufgaben frei. Nachdem mit Giovanni Trapattoni der Nachfolger des nach München gewechselten Trainers Felix Magath im Februar 2006 von seinen Aufgaben entbunden wurde, bezeichnete Dieter Hundt den vom neuen Manager Horst Heldt verpflichteten späteren Meistertrainer Armin Veh öffentlich als Übergangslösung.
Am 17. Juli 2011 wurde auf einer Mitgliederversammlung des VfB Stuttgart ein Antrag auf die Abberufung von Hundt aus dem Aufsichtsrat durch eine Mehrheit von 65,3 Prozent auf die Tagesordnung gesetzt und von 50,7 Prozent der stimmberechtigten Mitglieder befürwortet. Weil gemäß der Vereinssatzung jedoch 75 Prozent für eine Abberufung notwendig waren, blieb Hundt im Amt. Auf dieser Mitgliederversammlung wurde Hundt unter anderem vorgeworfen, sich in das operative Geschäft einzumischen.
Als nach dem Rücktritt von Gerd E. Mäuser als Vereinspräsident am 3. Juni 2013 die Suche nach einem Nachfolger begann, stellte sich schnell heraus, dass unter der Führung Hundts keine Aussicht auf einen geeigneten Nachfolger bestand. Am 17. Juni 2013 legte Dieter Hundt mit sofortiger Wirkung sein Mandat als Aufsichtsratschef nieder und reagierte damit auf anhaltende Kritik, die sich zuletzt auch aus eigenen Reihen entwickelte. Mit diesem Schritt kam er drei weiteren Abwahlanträgen zuvor, über die im Rahmen der Mitgliederversammlung am 22. Juli entschieden werden sollte. Bei dieser Mitgliederversammlung wurde Hundt im Gegensatz zu den anderen Mitgliedern des Aufsichtsrats nicht entlastet.

### SV Bad Aussee
Nachdem Hundt in seinem Zweitwohnsitz Bad Aussee in Österreich von einer Vereinsdelegation gebeten wurde, das Präsidentenamt des damals sechstklassigen SV Bad Aussee zu übernehmen, nahm Hundt dieses Angebot an. Dieter Hundt überzeugte den Landespolitiker Gerhard Hirschmann davon, Landesgelder in Millionenhöhe für den 2003 fertiggestellten Bau des Panoramastadions bereitzustellen. 2007 gelang dem SV Bad Aussee der insgesamt vierte Aufstieg seit Hundts Amtsantritt in die zweitklassige Erste Liga. Nachdem Bad Aussee innerhalb der folgenden zwei Jahre durch zwei Abstiege hintereinander sportlich in die viertklassige Landesliga abgestiegen war, wurde am 25. Juni 2009 ein Konkursverfahren gegen den SV Bad Aussee eröffnet, das mit einem Zwangsausgleich endete. Hundt, der inzwischen den Aufsichtsratsvorsitz des Vereins übernommen hatte, kündigte im April 2010 an, für kein Amt beim SV Bad Aussee mehr zur Verfügung zu stehen. Einige Monate nach dem Rückzug Hundts erfolgte die Vereinsauflösung des SV Bad Aussee.

## Sonstige Ämter, Ehrungen und Auszeichnungen
Seit 1998 ist er Mitglied des Vorstands der Deutschen Handelskammer in Österreich, von 2001 bis 2007 1. Vizepräsident und seit 21. November 2007 Präsident der Deutschen Handelskammer in Österreich; Mitglied im Aufsichtsrat von Stuttgarter Hofbräu und der Deutschen Telekom (bis Mai 2006). Er ist Mitglied des Verwaltungsrats der Landesbank Baden-Württemberg (vor deren Gründung saß er im Verwaltungsrat der fusionierten Landesgirokasse) und Mitglied des Gemeinsamen Beirats der „Allianz Gesellschaften“, München. Darüber hinaus ist er Vorsitzender des Aufsichtsrats der Stauferkreis Beteiligungs-AG und Mitglied des Beirats der Mannheimer Versicherung.
Hundt war am 23. Mai 2009 Mitglied der 13. Bundesversammlung. Er war von der Fraktion der CDU im baden-württembergischen Landtag nominiert worden.
1998 erhielt Hundt die Senatorenwürde ehrenhalber der Universität Stuttgart, im selben Jahr wurde er zum Ehrenbürger der Stadt Uhingen ernannt. 2000 erhielt er aufgrund seiner Bemühungen um die Aufhebung der sog. „EU-Sanktionen“ gegen Österreich das Große Silberne Ehrenzeichen mit dem Stern für Verdienste um die Republik Österreich und 2005 die Erhöhung Großes Silbernes Ehrenzeichen am Bande für Verdienste um die Republik Österreich.
2001 wurde Hundt mit dem Großen Goldenen Ehrenzeichen des Landes Steiermark ausgezeichnet, ein Jahr später wurde er mit dem Großen Verdienstkreuz mit Stern ausgezeichnet. 2003 wurde er für die Verdienste um den Verband und die baden-württembergische Metall- und Elektroindustrie zum Ehrenvorsitzenden von Südwestmetall ernannt.
Im Jahr 2006 erhielt Hundt die Verdienstmedaille des Landes Baden-Württemberg und 2007 das Große Bundesverdienstkreuz mit Stern und Schulterband der Bundesrepublik Deutschland. 2010 wurde Hundt von der Landesregierung Baden-Württemberg zusätzlich der Ehrentitel Professor verliehen.
Im Album Lieder vom Ende des Kapitalismus (2006) zitiert der Kölner Elektropopmusiker PeterLicht Hundt. Das Lied Benimmunterricht (Der Arbeitgeberpräsident) thematisiert eine Äußerung Hundts, wonach es Schulabgängern an Benimm fehle und ein entsprechendes Unterrichtsfach etabliert werden müsse.

## Familie und Privates
Hundt ist verheiratet mit Christina Hundt (* 1938) und hat zwei Kinder.